# Korak čez (TV drama)
Korak čez je slovenska TV drama iz leta 1988. 
Po besedah ustvarjalcev film obravnava šovinizem.

### Zgodba
Glavni junak je osnovnošolec Sead, otrok priseljencev. Po šoli deli žvečilke, mlajšemu bratu daje cigarete v žep, navija cene na stojnici svojega strica in ukrade denarnico starejši ženski. Njegov oče ob zadnji stavki izgubi službo. Zaradi neurejenih družinskih razmer, slabega učnega uspeha, socialne izolacije in prestopništva gre v prevzgojni dom.

## Produkcija
Drama je bila posneta v Kopru. Glasbo je prispevala skupina Martin Krpan.

## Kritike
Na Vesno Marinčič (Delo) film in liki niso naredili vtisa. Opazila je, da osebe med sabo ne vzpostavijo stikov, da gredo morebitne konfliktne situacije v nič in da so liki prazni. Menila je, da so s tem filmom ustvarjalci in odjemalci zgolj odkljukali še eno obveznost in da je pripovedi konec že na začetku. Napisala ja, da obstaja »sum«, da je prvotni scenarij zanimivo in neobdelano temo »razrednega sovražnika« obravnaval na odločnejši in napadalnejši način. Pohvalila je nenarejeno govorico otrok.

## Zasedba
- Denis Radulovič
- Damjana Černe

## Ekipa
- dramaturgija: Jernej Novak[1]
- fotografija: Lenart Vipotnik[1]
- scenografija: Tomaž Marolt[1]
- kostumografija: Meta Sever[4]